# The Woman Condemned
Pour plus de détails, voir Fiche technique et Distribution.
The Woman Condemned est un film américain réalisé par Dorothy Davenport, sorti en 1934.

## Synopsis
Barbara Hammond est accusée du meurtre d'une star de la radio, qui prenait des vacances. Jerry Beall va tenter de prouver son innocence...

## Fiche technique
- Titre : The Woman Condemned
- Réalisation : Dorothy Davenport
- Scénario : Willis Kent (en)
- Photographie : James Diamond (en)
- Montage : S. Roy Luby (en)
- Pays d'origine : États-Unis
- Format : Noir et blanc - 1,37:1 - Mono
- Genre : drame
- Date de sortie : 1934

## Distribution
- Claudia Dell : Barbara Hammond
- Lola Lane : Jane / Joan Merrick
- Richard Hemingway : Jerry Beall
- Jason Robards Sr. : Jim Wallace
- Paul Ellis : Dapper Dan
- Douglas Cosgrove : le chef de la police
- Mischa Auer : Dr Wagner
- Sheila Bromley : l'actrice
- Louise Beavers : Sally
- Tom O'Brien : Détective
- Mary Gordon (non créditée)
- Eva McKenzie (non créditée)